# Kōhei Horikoshi
堀越 耕平
Œuvres principales
- Barrage
- Crazy Zoo
- My Hero Academia

Kōhei Horikoshi (堀越 耕平, Horikoshi Kōhei) est un mangaka japonais, né le 20 novembre 1986 dans la préfecture d'Aichi. Il est diplômé de l'université d'art de Nagoya.  À 20 ans, il remporte le prestigieux Prix Tezuka dans la catégorie nouvel espoir. Il est connu pour avoir créé des séries shōnen, toutes publiées dans le Weekly Shōnen Jump, telles que Crazy Zoo, Sensei no Bulge et plus récemment My Hero Academia, qui connaît le succès dès le premier volume en remportant une série de prix au Japon. Horikoshi a été l'assistant de Yasuki Tanaka, le créateur de Kagijin[réf. nécessaire].

## Œuvres
- 2007 : Tenko (one-shot)
- 2008 : Boku no Hero (one-shot)
- 2008 : Shinka Rhapsody (one-shot)
- 2010 : Crazy Zoo (chapitre pilote)
- 2010 - 2011 : Crazy Zoo
- 2011 : Uchū Shōnen Bulge (chapitre pilote de Barrage)
- 2012 : Barrage
- 2014-2024 : My Hero Academia